# Kibariania polychroma
Kibariania polychroma är en insektsart som beskrevs av Marius Descamps 1977. Kibariania polychroma ingår i släktet Kibariania och familjen Thericleidae. Inga underarter finns listade i Catalogue of Life.